# Moropsyche parvula
Moropsyche parvula är en nattsländeart som beskrevs av Banks 1906. Moropsyche parvula ingår i släktet Moropsyche och familjen Apataniidae. Inga underarter finns listade i Catalogue of Life.